# Esquerra Unida de Navarra
Esquerra Unida de Navarra - Nafarrako Ezker Batua (IUN-NEB) és una organització política de la Comunitat Foral de Navarra. Es defineixen com un moviment polític i social organitzat de l'esquerra navarresa i està federat amb Izquierda Unida. Situada en l'espectre polític de l'Esquerra, IUN-NEB té com a objectiu el dinamitzar un pensament crític encaminat a assolir un canvi social fonamental en la llibertat, igualtat i solidaritat. En unió d'altres moviments, especialment els ecologistes, sol acudir a les diferents eleccions oferint una oferta progressista i ecologista.

## Definició i composició de l'organització
En els mateixos estatuts de l'organització Esquerra Unida de Navarra - Nafarroako Ezker Batua (IUN-NEB) es defineix amb "un moviment polític i social unitari en la línia política general i en el programa" l'objectiu del qual és
| « | transformar gradualment el sistema capitalista econòmic, social i polític en un sistema socialista democràtic fonamentat en els principis de justícia, igualtat i solidaritat i organitzat en una forma d'Estat de Dret, Federal i Republicà defensor del feminisme, l'ecologisme, el pacifisme, així com contrari a qualsevol altra forma d'opressió, i en la defensa plena de tots els drets humans, individuals i col·lectius. | » |

### Àrees d'elaboració
Per a assolir aquests objectius l'organització està estructurada en diferents àrees d'elaboració col·lectiva. Aquestes són; 
- Autogovern i Administració Local.
- Medi ambient i Ordenació del Territori.
- Educació, Cultura i Comunicació.
- Economia i Ocupació.
- Salut i Benestar Social.
- Dona.
- Paz, Solidaritat i Drets Humans.
- Llibertat Afectiva-Sexual.

### Òrgans de direcció
- Assemblea de base, és l'òrgan polític bàsic de l'organització. Cada Assemblea de base té plena sobirania i autonomia per a determinar les accions en l'àmbit de les seves competències, sense entrar en contradiccions amb les directrius de l'organització o de la seva direcció. Pot triar representants per al consell polític. Té com funcions; el discutir i elaborar les polítiques d'IUN, decidir el desenvolupament de les polítiques en el seu àmbit d'acció, atendre la participació dels afiliats, triar als representants per als altres òrgans de l'organització.
- La Comissió Local, està composta pel coordinador local, responsable de l'organització i pels membres que hagi decidit l'Assemblea de base. Les seves funcions són, el programar l'estratègia i activitats, debatre els balanços i pressupostos locals, aprovar el Reglament de Funcionament Intern del Grup Municipal i desenvolupar l'organització.
- El Coordinador Local, l'escull l'Assemblea Local i té com funcions, la de representar al conjunt de l'organització a nivell local, coordinar la Comissió i el Consell Polític Local, dinamitzar la vida política de la Comissió i el Consell Polític local.
- L'Assemblea General, s'hi defineix la línia política general. Es reuneix cada tres anys o extraordinàriament quan es determini, la convoca el Consell Polític i les decisions adoptades són vinculants per a tota l'organització. L'Assemblea General ha de, discutir i aprovar les línies polítiques i les estratègies generals, discutir i aprovar l'informe del Coordinador General i triar a la Comissió Executiva. L'Assemblea General és formada pels membres de l'anterior Assemblea general (Coordinador General, Comissió Executiva i Consell Polític) i els delegats de les Assemblees Locals.
- El Consell Polític, és el màxim òrgan de decisió entre Assemblees Generals. Es reuneix almenys 6 vegades a l'any i el convoca la Comissió Executiva. Les seves funcions són les de dirigir el treball polític, social i institucional mitjançant la programació de les estratègies i activitats, convoca a l'Assemblea general i discuteix i aprova els informes del Coordinador General, així com el programa de govern per a Navarra. És el responsable de l'elecció de candidatures per a les eleccions forals, estatals i europees i ratifica les candidatures locals. Convoca referèndums interns. L'eix als representants que corresponguin a IUN - NEB en Consell Polític Federal d'IU. El componen, els membres escollits per l'Assemblea General, els membres de la Comissió Executiva i un representant per cada Assemblea de base constituïda formalment i que arribi als 10 afiliats.
- La Comissió Executiva, assegura la direcció política permanent entre reunions del Consell Polític. Representa IUN - NEB en totes la instàncies de l'administració i en la vida social i política, té la representació legal del partit. Entre les seves funcions està la d'establir les línies generals de l'actuació del Grup Parlamentari al Parlamentari Foral i a les Corts per als assumptes relacionats amb Navarra.
  - Composició de la Comissió Executiva, està composta pel coordinador General, els membres escollits per l'Assemblea General i, en el cas de produir-se vacants, pel consell Polític.
- El Coordinador General, escollit per l'Assemblea General té com a funcions, representar IUN - NEB, convocar, presidir i coordinar la Comissió Executiva i elaborar els informes a debatre en el Consell Polític.

## Història
El 27 d'abril de 1986 es constituïa Izquierda Unida a nivell estatal. Ho feia davant la 
| « | ineludible necessitat per a recuperar l'esperança que es manté en els anhels de punts espanyols que es pronuncien per la pau i la neutralitat, el treball per a tots i la consagració, en definitiva, d'una democràcia avançada sense espais exclosos a la sobirania popular | » |

i estava destinada a la convocatòria d'eleccions del 22 de juny d'aquest any. En la mateixa constitució de la plataforma, es feia una crida a la creació de projectes similars en les comunitats i nacionalitats que componen Espanya; 
| « | ...aquesta resposta la concebem com una convocatòria oberta a totes les incorporacions que es produeixin; i convidant, ja des d'ara, que es formin plataformes de l'Esquerra Unida a nivell de les diferents Comunitats Autònomes, províncies, ciutats, pobles, centres de treball, d'estudis, etc. | » |

Els partits i agents polítics i socials que impulsaven la constitució d'IU en l'estat també ho van fer en les autonomies. Així a Navarra es fundava Nafarrako Ezker Batua - Esquerra Unida de Navarra el 29 d'abril del mateix any amb la mateixa fi que l'estatal, presentar-se a les eleccions del 22 de juny. L'estructura històrica, cultural i política de la societat navarresa dona com a resultat un escàs nombre de vots, l'1,6%, en aquesta primera trobada electoral. En les eleccions forals (parlament i govern autonòmic) i municipals que es van celebrar a l'any següent obté un percentatge inferior, l'1,39% i representació en cinc ajuntaments amb un total de 7 regidors. Tres anys després, en 1989 arriba al 3,19% en les eleccions al Parlament Europeu, començava la penetració en la societat navarresa.
Al maig de 1989 es constituïx el Consell Polític d'IU de Navarra, i aquest, convoca la I Assemblea General que es va celebrar el 16 de setembre d'aquest any en la qual Esquerra Unida-Ezker Batua de Navarra es constitueix com a federació dintre d'Izquierdaa Unida per a la Comunitat Foral de Navarra. En les eleccions generals espanyoles de 1989 IUN obté el 3,91% dels vots. Es confirma el suport dels navarresos al projecte. La II Assemblea General es realitzaria a l'octubre de 1990 i s'hi decideix la creació del càrrec de Coordinador General, que recauria en Martín Landa, i s'aposta per una línia de treball per a recuperar la germanor històrica entre les comunitats de Navarra i País Basc, encara que es decideix que IUN-NEB no donaria suport cap plantejament d'integració de Navarra en la Comunitat Autònoma del País Basc a través del vigent Estatut d'Autonomia.
En les eleccions de maig de 1990, forals i municipals, assoleix, per primera vegada, representació en el parlament navarrès, dos parlamentaris, i puja a 12 el nombre de regidors, un d'ells a Pamplona. Al desembre de 1992 se celebra la III Assemblea General en la qual surt com Coordinador General Félix Taverna. Es pren la decisió que la Comissió Executiva fos escollida entre els afiliats i no tingués representants dels partits que componien l'organització. En les eleccions generals espanyoles de 1993 arriba a obtenir el 8,83% dels vots i en les Europees de l'any següent arriba al 12,77%. La següent cita electoral, les forals i municipals de maig de 1995, obté cinc parlamentaris amb un percentatge del 9,43% dels vots i 49 regidors distribuïts en 24 localitats, d'ells dos arribarien a alcalde i el partit entraria en l'equip de govern de l'ajuntament de Pamplona.
A les eleccions generals espanyoles de 1996 obté el 12,45% dels vots, cosa que li permet enviar un representant a les Corts de Madrid. Se celebra la IV Assemblea General i és nomenat Coordinador general Félix Taverna. Al febrer de 1997 hi ha una sèrie de discrepàncies que acabarien amb la substitució d'un parlamentari. En els anys següents els resultats electorals es retraurien, en les forals de 1999, un 6,88% dels vots i tres parlamentaris, en la municipals d'aquesta data 40 regidors en 24 pobles amb un 5,99% de percentatge global i a les Europees un 5,4% el que donaria un representant. El desembre d'aquest any se celebra la V Assemblea General i es torna a escollir Félix Taverna com Coordinador General. Aquí és on s'acorda canviar de nom a l'organització pel qual duu actualment.
En les eleccions forals i municipals del 2003 obté un 8,77% dels vots i assoleix tres parlamentaris. En referència als municipis assoleix 43 regidors, un arribaria a alcalde, i participaria en els equips de govern de molts ajuntaments. El febrer de 2004 se celebra la VI Assemblea General en la qual es nomena Coordinador a Ion Erro. En aquesta Assemblea es prenen decisions sobre la globalització, l'estat de benestar navarrès, federalisme (Navarra en el marc d'un estat federal) i la participació de la ciutadania en els ajuntaments.

### Coordinadors Generals
- Martín Landa, escollit per la II Assemblea General, octubre de 1990
- Félix Taverna, escollit per la III Assemblea General, desembre de 1992
- Félix Taverna, escollit per la IV Assemblea General, març de 1996
- Félix Taverna, escollit per la V Assemblea General, desembre de 1999
- Ion Erro, escollit per la VI Assemblea General, febrer de 2004.

## Relació amb Ezker Batua-Berdeak
D'acord amb la "històrica relació que existeix entre Navarra i la Comunitat Autònoma Basca" IUN-NEB posseeix, en la seva estructura d'organització, un òrgan de trobada amb el referent d'Esquerra Unida al País Basc, Ezker Batua-Berdeak, la Comissió de trobada entre IUN-NEB i Ezker Batua-Berdeak. Es tracta d'un òrgan paritari que té com a objectiu la coordinació i la posada en comú dels diferents punts de vista d'ambdues organitzacions sobre els aspectes socials i polítics comuns. Està format, per part navarresa, pels membres de la Comissió Executiva que es determinin i donarà comptes al Consell Polític.

## Resultats electorals

### Parlament de Navarra
| Any  | Líder             | Vots            | %               | Escons | +/– | Govern            |
| ---- | ----------------- | --------------- | --------------- | ------ | --- | ----------------- |
| 1987 | Francisco Jiménez | 3,802           | 1.34 (#10)      | 0 / 50 | Nou | Extraparlamentari |
| 1991 | Félix Taberna     | 11,167          | 4.07 (#5)       | 2 / 50 | 2   | Oposició          |
| 1995 | Félix Taberna     | 27,773          | 9.35 (#4)       | 5 / 50 | 3   | Oposició          |
| 1999 | Félix Taberna     | 20,879          | 6.88 (#4)       | 3 / 50 | 2   | Oposició          |
| 2003 | Félix Taberna     | 26,962          | 8.77 (#3)       | 4 / 50 | 1   | Oposició          |
| 2007 | Jon Erro          | 14,337          | 4.35 (#5)       | 2 / 50 | 2   | Oposició          |
| 2011 | José Miguel Nuin  | Dins de I–E (n) | Dins de I–E (n) | 2 / 50 | =   | Oposició          |
| 2015 | José Miguel Nuin  | Dins de I–E (n) | Dins de I–E (n) | 1 / 50 | 1   | Coalició          |
| 2019 | Marisa de Simón   | Dins de I–E (n) | Dins de I–E (n) | 1 / 50 | =   | Oposició          |
| 2023 | Begoña Alfaro     | Dins de CN-ZN   | Dins de CN-ZN   | 1 / 50 | =   | Coalició          |

### Eleccions municipals
| Any  | Vots            | %               | Regidors |
| ---- | --------------- | --------------- | -------- |
| 1987 | 3.379           | 1,19            | 7        |
| 1991 | 7.983           | 2,91            | 21       |
| 1995 | 21.564          | 7,41            | 49       |
| 1999 | 17.828          | 5,99            | 40       |
| 2003 | 22.160          | 7,35            | 43       |
| 2007 | 12.123          | 3,62            | 21       |
| 2011 | Dins de I–E (n) | Dins de I–E (n) | 24       |
| 2015 | Dins de I–E (n) | Dins de I–E (n) | 23       |
| 2019 | Dins de I–E (n) | Dins de I–E (n) | 14       |